# Wschodni Zakład
Wschodni Zakład (chin. trad. 東廠, chin. upr. 东厂, pinyin Dong Chang) – chińska agencja szpiegowska powołana przez cesarza Chin Yongle w 1420 roku i kontrolowana przez tajną policję Jinyi Wei.
Siedziba Dong Chang znajdowała się w kompleksie pałacowym w Pekinie, gdzie aresztowanych na podstawie donosów i własnych śledztw poddawano torturom dla wydobycia zeznań. Śledztwa nadzorowane były osobiście przez cesarza. Agencja zatrudniała 40 funkcjonariuszy oraz ok. 100 agentów, którzy zajmowali się inwigilacją mieszkańców stolicy, jednak z czasem rozszerzono jego kompetencje także na prowincje. W 1477 roku powołano kolejną tajną służbę, Zachodni Zakład, której kompetencje zaczęły pokrywać się z kompetencjami Wschodniego Zakładu. Służbę zlikwidowano po upadku Dynastii Ming.